# Teodoredo Fromarigues
Teodoredo Fromarigues (Reino de Leão, 1040 – ?) foi o 5.º senhor feudal da Maia e fidalgo do Condado Portucalense.  Era de origem árabe pela parte paterna, e trineto do rei Ramiro II de Leão, sendo que a sua origem se encontra no 7º emir de Córdova, Abdalá I.

## Relações familiares
Foi filho de Frumarico Aboazar (1000 – ?) e casado com Farégia Forjaz (1050 – ?) de quem teve:
1. Ausenda Todereis (1080 – ?) casada com Nuno Soares Velho, filho de Soeiro Guedes (1040 — ?) que em 1110 mandou reedificar o Mosteiro de São Bento da Várzea.